# Ceraticelus albus
Ceraticelus albus är en spindelart som först beskrevs av Fox 1891.  Ceraticelus albus ingår i släktet Ceraticelus och familjen täckvävarspindlar. Inga underarter finns listade i Catalogue of Life.